# Treblinka (musikgrupp)
Treblinka var ett svenskt black metal-band från Stockholm som existerade 1987-1989.
Bandet är mest känt bland fanatiska anhängare av svartmetall och möjligtvis bland kännare av den tidiga svenska extremmetalscenen. Bandet grundades av Johan Edlund och Jörgen Thullberg och originalsättningen var Johan Edlund (sång och gitarr), Jörgen Thullberg (basgitarr), Anders Holmberg (trummor) och Stefan Lagergren (gitarr). Namnet syftar på utrotningslägret Treblinka som existerade under andra världskriget och var menat både som provokation och som en påminnelse om vad som sker då människor slutar tänka. Treblinka bytte senare namn till Tiamat där Johan Edlund fortfarande är aktiv. Rykten har florerat om att Nicke Andersson sjöng i bandet vilket han aldrig gjorde, däremot producerade han "The Sign of the Pentagram"-demon, och senare var han inhoppande trummis på en spelning 13/12 1989.
Bandet spelade in två demokassetter, en 7" singel och ett album. Albumet Sumerian Cry släpptes dock under namnet Tiamat. En låt, The Sign of the Pentagram, spelades in till en samlingsskiva som aldrig släpptes. Låten hamnade istället som bonusspår på CD-versionen av Sumerian Cry.
Delar av Treblinka återförenades för att spela på den ettårsfest som Daniel Ekeroth anordnade för sin bok "Swedish Death Metal". Den sättning som stod på scen vid denna återföreningsspelning bestod av Stefan Lagergren, Jörgen Thullberg, Anders Holmberg samt Tyrant och Hellbutcher från  Nifelheim.

## Medlemmar
Tidigare ordinarie medlemmar
- Jörgen Thullberg – basgitarr (1987–1989, 2008)
- Anders Holmberg – trummor (1987–1989, 2008)
- Stefan Lagergren – gitarr (1987–1989, 2008)
- Johan Edlund – sång, gitarr (1987–1989)

Turnerande medlemmar
- Nicke Andersson – trummor (1989)
- Erik "Tyrant" Gustavsson – gitarr (2008)
- Per "Hellbutcher" Gustavsson – sång (2008)

## Diskografi
Demo
- 1988 – Crawling in Vomits
- 1989 – The Sign of the Pentagram

EP
- 1989 – Severe Abominations (Mould In Hell Records)

Samlingsalbum
- 2013 – Shrine of the Pentagram